# Cyanastrum cordifolium
Cyanastrum cordifolium är en enhjärtbladig växtart som beskrevs av Daniel Oliver. Cyanastrum cordifolium ingår i släktet Cyanastrum och familjen Tecophilaeaceae. Inga underarter finns listade i Catalogue of Life.